# Pikku Pouhtujärvi
Pikku Pouhtujärvi är en sjö i Kiruna kommun i Lappland och ingår i Torneälvens huvudavrinningsområde. Sjön har en area på 0,308 kvadratkilometer och ligger 312 meter över havet. Pikku Pouhtujärvi ligger i Torne och Kalix älvsystem Natura 2000-område. Sjön avvattnas av vattendraget Faulusankijoki.

## Delavrinningsområde
Pikku Pouhtujärvi ingår i det delavrinningsområde (752765-177564) som SMHI kallar för Inloppet i Ylinenjärvi. Medelhöjden är 317 meter över havet och ytan är 6,94 kvadratkilometer. Det finns inga avrinningsområden uppströms utan avrinningsområdet är högsta punkten. Faulusankijoki som avvattnar avrinningsområdet har biflödesordning 3, vilket innebär att vattnet flödar genom totalt 3 vattendrag innan det når havet efter 317 kilometer. Avrinningsområdet består mestadels av skog (75 procent) och sankmarker (13 procent). Avrinningsområdet har 0,77 kvadratkilometer vattenytor vilket ger det en sjöprocent på 11,1 procent.